# UTC+08:30
Giờ UTC+08:30 là định danh cho sự chênh lệch +08:30 từ UTC.

## Lịch sử
UTC+08:30 là Giờ tiêu chuẩn của Hàn Quốc từ năm 1954 đến 1961 và là giờ ở Bắc Triều Tiên từ ngày 15 tháng 8 năm 2015 đến hết ngày 4 tháng 5 năm 2018. Đây cũng là giờ Trường Bạch ở đông bắc Trung Quốc từ năm 1918 đến 1949.
Ngày 5 tháng 5 năm 2018, Cộng hòa Dân chủ Nhân dân Triều Tiên chỉnh lại múi giờ thành UTC+09:00 để cùng thống nhất với Giờ chuẩn Hàn Quốc, theo đó bán đảo Triều Tiên sẽ chỉ còn một múi giờ nhằm thể hiện sự hòa giải sau Hội nghị thượng đỉnh Liên Triều tháng 4 năm 2018 giữa lãnh đạo hai quốc gia.